# Indy Heat
Indy Heat, originariamente Danny Sullivan's Indy Heat, è un videogioco arcade di corse automobilistiche Formula Indy pubblicato nel 1991 da Leland Corporation e convertito nel 1992 per Amiga, Atari ST, Commodore 64 e Nintendo Entertainment System.
Il pilota Danny Sullivan compare come concorrente e come consigliere fuori gara nell'originale arcade e nella versione NES, che conserva Danny Sullivan's nel titolo, mentre le versioni per computer non ne hanno licenza e sono intitolate soltanto Indy Heat.
Una versione Sega Mega Drive venne sviluppata ma non pubblicata; alcune copie vennero diffuse quasi 20 anni dopo.

## Modalità di gioco
Il gioco appartiene al genere di Super Sprint e consiste nell'affrontare una serie di gare (15 nell'originale, meno nelle conversioni) su piste con forme differenti e a volte intricate, in varie località degli Stati Uniti d'America. La visuale è in terza persona, a schermata fissa sull'intero circuito, con effetto di tridimensionalità; nelle versioni arcade e Amiga/ST la strada può anche cambiare inclinazione e le auto diventano un po' più piccole quando si allontanano.
Ogni gara ha sempre lo stesso numero di concorrenti, uno o più dei quali può essere controllato da giocatori umani. Nel gioco originale ci sono 5 concorrenti, di cui uno è Danny Sullivan, e fino a 3 giocatori possono partecipare simultaneamente con un proprio volante e pedale. Su Amiga si hanno 4 concorrenti di cui fino a 3 giocatori, su Atari e Commodore 4 concorrenti di cui 2 giocatori, e su NES 5 concorrenti di cui 4 giocatori.
La guida è con cambio automatico e con la possibilità di utilizzare dei turbo, in numero limitato, per ottenere brevi accelerazioni improvvise. Le auto possono scontrarsi tra loro, anche per trarne vantaggio, ma si possono danneggiare fino a prendere fuoco, o esaurire il carburante e dover così procedere molto lentamente. A ogni giro ci si può fermare al pit stop per il rifornimento e le riparazioni.
Si vince un premio in denaro in proporzione al proprio piazzamento, ma se si arriva ultimi la partita termina, a meno di continuare con un credito; anche nelle versioni domestiche sono disponibili alcuni crediti.
Prima dell'inizio di ogni gara, compresa la prima, si può spendere la propria riserva di denaro per potenziare la vettura. Il denaro può anche essere aumentato spendendo crediti. Ci sono sei potenziamenti possibili, ciascuno aumentabile a più livelli: nuove cariche di turbo, freni per rallentare più rapidamente, pneumatici per la tenuta di strada, meccanici per velocizzare i pit stop, minor consumo per ridurre la necessità di soste, motore per la velocità.
C'è anche la possibilità di lasciar scegliere automaticamente al computer quali potenziamenti acquistare.